# The Single Factor
The Single Factor è il nono album in studio del gruppo rock progressivo britannico Camel, pubblicato nel 1982.

## Tracce
Side 1
1. No Easy Answer – 2:59
2. You Are the One – 5:25
3. Heroes – 4:52
4. Selva – 3:34
5. Lullabye – 0:59

Side 2
1. Sasquatch – 4:44
2. Manic – 4:28
3. Camelogue – 3:44
4. Today's Goodbye – 4:10
5. A Heart's Desire – 1:11
6. End Peace – 2:55

## Formazione
- Andy Latimer – voce, chitarra, piano, tastiera, mellotron (B2), organo (B4), basso (B2)
- David Paton – basso, cori, voce (A3)
- Chris Rainbow – cori, voce (B5)
- Anthony Phillips – organo (A3, B2), piano (A3, B2, B6), Polymoog (B2, B6), ARP 2600 (B6), marimba (B6), chitarra acustica (A4), chitarra a 12 corde (B1)
- Graham Jarvis – batteria
- Peter Bardens – organo, Minimoog (B1)
- Haydn Bendall – sintetizzatore (A3)
- Duncan Mackay – sintetizzatore (A4)
- Francis Monkman – synclavier (B2)
- Dave Mattacks – batteria (A3)
- Simon Phillips – batteria (B1)
- Tristan Fry – glockenspiel (B2)
- Jack Emblow – fisarmonica (B5)